# Highway to Hell
Highway to Hell är hårdrocksgruppen AC/DC:s sjätte studioalbum, utgivet 1979. Albumet, som blev bandets stora genombrott, är det sista med sångaren Bon Scott, som avled i februari året därpå.

## Låtlista
Alla låtar är skrivna och komponerade av Angus Young, Malcolm Young och Bon Scott. 
| 1. | Highway to Hell         | 3:29 |
| 2. | Girls Got Rhythm        | 3:24 |
| 3. | Walk All Over You       | 5:11 |
| 4. | Touch Too Much          | 4:28 |
| 5. | Beating Around the Bush | 3:57 |

| 1. | Shot Down in Flames               | 3:23 |
| 2. | Get It Hot                        | 2:35 |
| 3. | If You Want Blood (You've Got It) | 4:38 |
| 4. | Love Hungry Man                   | 4:18 |
| 5. | Night Prowler                     | 6:18 |

## Medverkande
- Bon Scott – sång
- Angus Young – sologitarr
- Malcolm Young – kompgitarr bakgrundssång
- Cliff Williams – elbas, bakgrundssång
- Phil Rudd – trummor
- Mark Dearnley – producent
- Robert Lange – producent